# Свистовское сельское поселение
Свистовское се́льское поселе́ние — муниципальное образование в Ровеньском районе Белгородской области.
Административный центр — село Свистовка.

## История
Свистовское сельское поселение образовано 20 декабря 2004 года в соответствии с Законом Белгородской области № 159.

## Население
| 2010 | 2011 | 2012 | 2013 | 2014 | 2015 | 2016 | 2017 | 2018 |
| ---- | ---- | ---- | ---- | ---- | ---- | ---- | ---- | ---- |
| 884  | ↘880 | ↘859 | ↘850 | ↘837 | ↗853 | ↘829 | ↗840 | ↘832 |
| 2019 | 2020 | 2021 |      |      |      |      |      |      |
| ↘821 | ↗829 | ↘767 |      |      |      |      |      |      |

## Состав сельского поселения
| № | Населённый пункт | Тип населённого пункта       | Население |
| - | ---------------- | ---------------------------- | --------- |
| 1 | Кучугуры         | хутор                        | ↘20       |
| 2 | Свистовка        | село, административный центр | ↘582      |
| 3 | Ясены            | село                         | ↗282      |